# Circuitos multiplicadores
Los circuitos multiplicadores son redes de diodos y condensadores que a partir de una tensión alterna proporcionan una tensión continua muy alta. Normalmente se suelen denominar por el factor multiplicador que tienen (triplicador, cuadriplicador...)
Existen controladores integrados para multiplicadores de tensión, que sólo necesitan condensadores externos para proporcionar tensiones reguladas con o sin limitación de corriente. 
También se les llama "bombas de tensión", pudiendo proporcionar tanto tensiones positivas como negativas. Su principal inconveniente consiste en que sólo permitan corrientes medias bajas, debido a que utilizan condensadores como elementos de paso de corriente y con valores razonables de condensadores, se obtienen impedancias bastante elevadas.

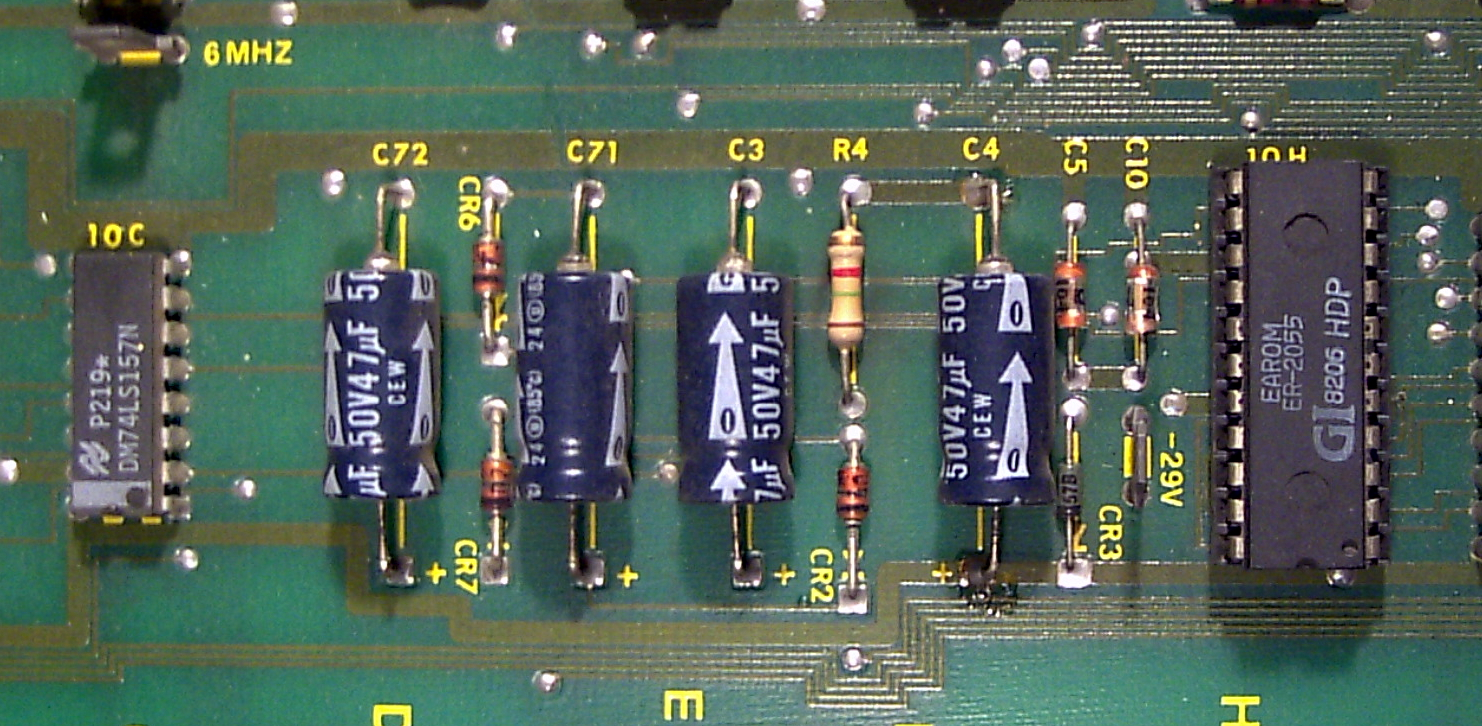
Los diodos y condensadores forman un multiplicador de tensión para obtener la Vgg (-28V) de la EAROM. Atari, 1982.

## Aplicaciones
Se suelen usar para conseguir altas tensiones partiendo de tensiones bajas. Normalmente trabajan como parte de los circuitos polarizadores de las válvulas termoiónicas y siempre acompaña a los tubos de rayos catódicos de los televisores en color (últimas válvulas que todavía siguen utilizándose extensamente).
Se han utilizado ampliamente para proporcionar las tensiones estándar RS232 a partir de 5V solamente. El oscilador y la bomba de tensión van integrados en el circuito de interfaz. Los primeros (como el MAX232 y similares) necesitaban condensadores externos, pero el aumento de la frecuencia del oscilador ha permitido integrarlos también en el mismo chip.
Circuitos nmos como el microprocesador NS16032 (posteriormente NS32016) contenía uno para generar una polarización interna y funcionar a 5V; Necesitaba un condensador externo. También algunas EEPROM incluían un multiplicador de tensión con el mismo fin. Estas no necesitaban condensador externo y permitían la grabación de datos a 5V .

## Multiplicador de frecuencia
Es un dispositivo que cambia la frecuencia de una señal, obteniendo a su salida una frecuencia más alta, siendo su relación con la de entrada un número entero.
Están formados por circuitos no lineales, con ganancia o no, de modo que se crean armónicos de la señal de entrada. Se diseña para potenciar la aparición del armónico deseado y cancelar en lo posible la aparición de los demás. La señal se filtra a la frecuencia de salida para evitar armónicos indeseables y, eventualmente, se amplifica.También puede haber divisores de frecuencia.

## Multiplicador digital
Es un circuito digital capaz de multiplicar dos palabras de m y n bits para obtener un resultado de n+m bits. A veces el tamaño del resultado está limitado al mismo tamaño que las entradas. Se distinguen:
- Multiplicador paralelo. Es el más rápido y está formado por una matriz de lógica combinatoria que, a partir de todas las combinaciones posibles de las entradas, genera sus productos a la salida.
- Suma y desplazamiento. Está formado por un sumador y un registro de desplazamiento. El sumador comienza con el valor el multiplicando y lo va desplazando y le vuelve a sumar el multiplicando cada vez que el bit correspondiente del multiplicador vale 1. Necesita un reloj y tarda en realizar la multiplicación la longitud en bits del multiplicador multiplicada por el periodo de reloj.

## Multiplicador analógico
Es un dispositivo que multiplica dos señales de forma que a la salida se tiene una cuyo valor es igual al producto de los valores de las señales de entrada. Estas señales habitualmente son tensiones, corrientes o tensión por corriente. Habitualmente se emplean pares diferenciales, de modo que una señal se aplica a una de las entradas del diferencial y la otra a su polarización. Pueden trabajar con señales diferenciales combinando tres pares diferenciales (El MC1498 es un ejemplo de esto).
Otra estrategia consiste en utilizar otras propiedades, como el efecto Hall, que proporciona una tensión proporcional a la corriente y a un campo magnético.
- Datos: Q9035725